# Goran Nedeljković
Goran Nedeljković (ur. 20 sierpnia 1982 w Smederevie) – serbski wioślarz.

## Osiągnięcia
- Mistrzostwa Świata Juniorów – Linz 1998 – dwójka podwójna – 18. miejsce[1].
- Mistrzostwa Świata Juniorów – Płowdiw 1999 – dwójka podwójna – 2. miejsce[1].
- Mistrzostwa Świata Juniorów – Zagrzeb 2000 – dwójka podwójna – 15. miejsce[1].
- Mistrzostwa Świata – Sewilla 2002 – czwórka bez sternika wagi lekkiej – 11. miejsce[1].
- Igrzyska Olimpijskie – Ateny 2004 – czwórka bez sternika wagi lekkiej – 7. miejsce[1].
- Mistrzostwa Świata – Monachium 2007 – czwórka bez sternika wagi lekkiej – 18. miejsce[1][2].
- Mistrzostwa Europy – Poznań 2007 – czwórka bez sternika wagi lekkiej – 2. miejsce[1].
- Mistrzostwa Świata – Linz 2008 – dwójka bez sternika wagi lekkiej – 3. miejsce[1].
- Mistrzostwa Europy – Ateny 2008 – czwórka bez sternika wagi lekkiej – 2. miejsce[1].